# رونالد مکدونالد
رونالد مکدونالد (انگلیسی: Ranald MacDonald؛ ۳ فوریهٔ ۱۸۲۴ – ۲۴ اوت ۱۸۹۴) یک گردشگر اهل ایالات متحده آمریکا بود.